# Arena Liga 2018
L'Arena Liga 2018 è la 1ª edizione del campionato di football a 7, organizzato dalla SAAF.

## Squadre partecipanti
| Club                   | Città    | Stadio | Sponsor ufficiale | Risultato nella stagione 2017 |
| ---------------------- | -------- | ------ | ----------------- | ----------------------------- |
| Bečej Vidre            | Bečej    |        |                   |                               |
| Niš Imperatori         | Niš      |        |                   |                               |
| Università di Belgrado | Belgrado |        |                   |                               |
| Valjevo Werewolves     | Valjevo  |        |                   |                               |

## Stagione regolare

### Calendario

#### 1ª giornata
| Zemun 20-21 ottobre 2018 | Università di Belgrado | 6 – 26 referto | Niš Imperatori | OŠ Sutjeska |

#### Recuperi 1
| Bečej 28 ottobre 2018 | Bečej Vidre | 16 – 0 referto | Valjevo Werewolves |  |

#### 2ª giornata
| Niš 4 novembre 2018, ore 14:30 | Niš Imperatori | 24 – 29 (0-15 18-0 0-14 6-0) referto | Università di Belgrado | Centro sportivo Čair |

#### Recuperi 2
| Valjevo 11 novembre 2018, ore 15:00 | Valjevo Werewolves | 9 – 11 referto | Bečej Vidre |  |

### Classifiche
Le classifiche della regular season sono le seguenti:
- PCT = percentuale di vittorie, G = partite giocate, V = partite vinte,  P = partite perse, PF = punti fatti, PS = punti subiti

#### Girone 1
| Pos. | Squadra                | PCT  | G | V | N | P | PF | PS |
| ---- | ---------------------- | ---- | - | - | - | - | -- | -- |
| 1    | Niš Imperatori         | .500 | 2 | 1 | 0 | 1 | 50 | 35 |
| 2    | Università di Belgrado | .500 | 2 | 1 | 0 | 1 | 35 | 50 |

#### Girone 2
| Pos. | Squadra            | PCT   | G | V | N | P | PF | PS |
| ---- | ------------------ | ----- | - | - | - | - | -- | -- |
| 1    | Bečej Vidre        | 1.000 | 2 | 2 | 0 | 0 | 27 | 9  |
| 2    | Valjevo Werewolves | .000  | 2 | 0 | 0 | 2 | 9  | 27 |

### Finale 3º - 4º posto
| Mladenovac 25 novembre 2018 | Università di Belgrado | – | Valjevo Werewolves | Gradski Stadion Selters |

### I Finale
| Mladenovac 25 novembre 2018, ore 14:00 | Bečej Vidre | 8 – 18 | Niš Imperatori | Gradski Stadion Selters |

## Verdetti
- Niš Imperatori Campioni Arena Liga 2018